# Toupouri-Niederung

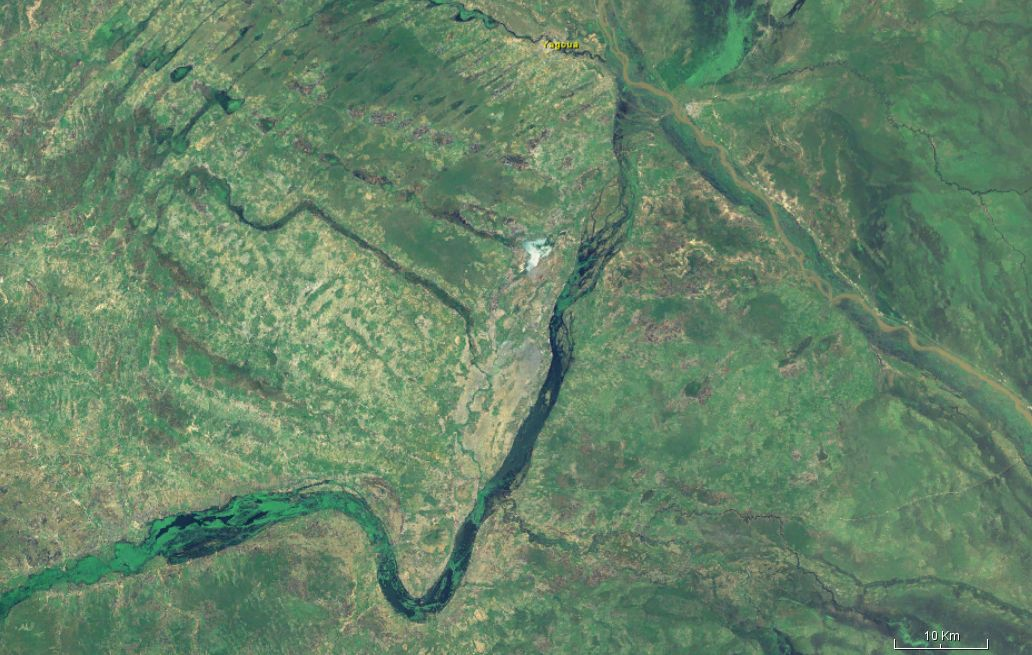
Der Logone im Osten, der Toupouri-Niederung mit dem Fianga-See in der Mitte, der Tikem-See in der Kehre und der N’gara-See links unten. Unten, von Ost nach West, fließt der Mayo Kebbi (im Osten schmales Flussbett)

Die Toupouri-Niederung (früher auch Tuburi oder Tupuri) ist eine Flussniederung im südlichen Tschad und nördlichen Kamerun.

## Lage
Es handelt sich dabei um einen über 100 km langen Geländeeinschnitt, in dem sich mehrere Seen und Feuchtgebiete befinden. In der Niederung fließen der saisonale Fluss Toupouri und im weiteren Verlauf der Mayo Kébbi. Sie beginnt bei der Siedlung Dana nahe der Stadt Bongor am Logone. Sie hat Richtung Logone ein sehr geringes Gefälle, aber ein größeres in die entgegengesetzte Richtung. In ihr befinden sich die Seen Fianga, der Tikem und der N’gara.

## Hydrologie
Die Niederung erhält den größten Teil ihres Wassers durch die saisonal auftretenden Hochwasser des Logone. Ab einem bestimmten Pegel flutet der Logone mehrere Bereiche beidseitig seines Ufers, da er in seinem Unterlauf nur ein geringes Gefälle hat und die Landschaft allgemein recht flach ist. Dabei gibt es auch zwei Abzweige in westliche Richtung, die über den Mayo Kébbi Richtung Niger entwässern. Der erste Abzweig liegt kurz nach der Mündung des Tandjile, über die zu den viermonatigen Flutzeiten bis zu 378 m³/s in den oberen Mayo Kébbi abfließen. Der zweite Abzweig liegt etwa 120 km nördlich, am Eingang der Toupouri-Niederung, über den 80 m³/s abfließen und den Fianga-See speisen. Unmittelbar nach dem das Wasser den See verlassen hat, ergießt sich auch der Mayo Kébbi in die Niederung. Das 2,5 km breite Flussbett beschreibt im Anschluss eine 180°-Kehre, in der der Tikem-See liegt. Im weiteren Verlauf des Flusses Richtung Westen befindet sich schließlich der N’gara-See, bevor die Niederung zunächst in flacheres Gelände übergeht, um kurz darauf über die Gauthiot-Wasserfälle in den Unterlauf des Mayo Kébbi zu stürzen.

## Mega-Tschad
Das breite Flussbett mit seinen ausgedehnten Sumpflandschaften war zu früheren Zeiten der Abfluss des Paläo-Tschadsees, der einst etwa ein Drittel des heutigen Tschads bedeckte. So entwässerte das gesamte Tschadbecken mit seinen 2,43 Mio. km² in den Niger, was sein Einzugsgebiet etwa verdoppelte. Mit dem Ende der „grünen Sahara-Zeit“ fiel allerdings der Pegel des Tschadsees und das Tschadbecken bekam seinen endorhëischen Charakter. Heute stellt aus hydrologischer Sicht die Toupouri-Niederung nur noch eine Unschärfe der beiden Einzugsgebiete des Niger und des Tschadsees dar.

## Ramsar-Schutzgebiet
Die Toupouri-Niederung wurde 2005 als Teil der Plaines d’inondation du Logone et les dépressions Toupouri zu einem Feuchtgebiet von internationaler Bedeutung erklärt und unter den Schutz der Ramsar-Konvention gestellt.